# INS Talwar (F40)
L'INS Talwar (F40) est une frégate, navire de tête de sa classe en service dans la marine indienne depuis le 18 juin 2003. Son nom signifie « épée » en hindi.
Le Talwar est une frégate polyvalente ayant participé à diverses opérations et exercices depuis sa mise en service, notamment des opérations anti-piraterie au large des côtes somaliennes.

## Historique
Le Talwar est construit par le chantier naval Baltiyskiy en Russie. Lancé en mai 2000, sa livraison à la marine indienne est prévue pour mai 2002 après des essais en mer qui s'achèvent en mer Baltique le 29 de ce mois. Le navire est officiellement mis en service dans la marine indienne le 18 juin 2003 par le commandant Satish Soni. L'INS Talwar arrive au chantier naval de Mumbai le 12 août 2003, après un long voyage depuis Saint-Pétersbourg.
Le navire est affilié au 16e régiment de cavalerie légère de l'armée indienne et constitue un navire de guerre de première ligne de la Western Fleet de la marine indienne.
L'INS Talwar est déployé autour de l'océan Indien, effectuant des visites amicales dans divers ports. Le navire participe également à divers exercices, notamment « Malabar 2008 » avec la marine américaine, et l'exercice maritime multinational « Cutlass Express 2021 (CE21) » et avec la marine française.
Le 28 mai 2009 vers 10 h 20 GMT, alors qu'il se trouve à environ 420 km à l'est d'Aden, le Talwar reçoit un signal de détresse d'un navire marchand MV Maud concernant un esquif avec huit personnes armées à bord s'approchant de lui à très grande vitesse. La frégate dépêche immédiatement son hélicoptère Chetak armé de mitrailleuses légères de 7,62 mm qui repère des pirates grimpant à une échelle accrochée au cargo. L'hélicoptère ouvre le feu sur deux pirates à l'abordage avant qu'il ne tombent à la mer. Simultanément, la frégate déploie son équipe MARCOS dirigée par Ram Narain à bord d'un bateau pneumatique rapide pour les intercepter. À la suite de l'action, six pirates sont désarmés et leurs attirails (comprenant des fusils d'assaut Kalachnikov, roquettes Katyushka, lance-roquettes, fusées éclairantes et téléphones portables) saisis. Les pirates sont ensuite arrêtés par des navires de guerre de la force opérationnelle mondiale lors d'une opération de suivi.
Le 13 avril 2024, l'INS Talwar intercepte un boutre suspect dans l'ouest de la mer d'Arabie et met la main sur 940 kilogrammes de stupéfiants de contrebande. Le contenu saisi comprend 453 kg de méthamphétamines, 416 kg de haschisch et 71 kg d'héroïne. La frégate faisait partie de l'opération Crimson Barracuda dirigée par la Combined Task Force (CTF) 150. L'opération est menée précisément par le MARCOS de la marine indienne,,.
Le 22 septembre 2024, l'INS Talwar atteint Mombasa, au Kenya, pour une visite amicale sous le commandement du capitaine Jithu George et d'un équipage d'environ 300 personnes. L'escale est marquée par des activités telles que des visites de ponts croisés et des programmes pendant la phase portuaire. De plus, après la fin de l'escale, le Talwar participe à la surveillance de la ZEE et à l'exercice de partenariat maritime avec le KNS Shujaa. Le 6 octobre 2024, l'INS Talwar accoste à Simon's Town, en Afrique du Sud, pour l'exercice IBSAMAR VIII,. Celui-ci s'achève le 20 octobre 2024. Le 27 octobre 2024, l'INS Talwar atteint La Réunion dans le cadre de son déploiement outre-mer dans la région de l'océan Indien.